# CTR Developments
CTR Developments bzw. CTR Engineering war ein britischer Hersteller von Automobilen.

## Unternehmensgeschichte
Das Unternehmen aus dem Londoner Stadtteil Carshalton Beeches begann 1971 mit der Produktion von Automobilen und Kits. Der Markenname lautete CTR. 1972 endete die Produktion. Insgesamt entstanden etwa 17 Exemplare.

## Fahrzeuge
Das einzige Modell Buggy war ein VW-Buggy. Er ähnelte dem Manta Ray von Manta. Auffallend waren die vorderen Scheinwerfer, die relativ weit hinten oberhalb der Vorderräder in die Karosserie integriert waren.